# Katastrofa promu Challenger

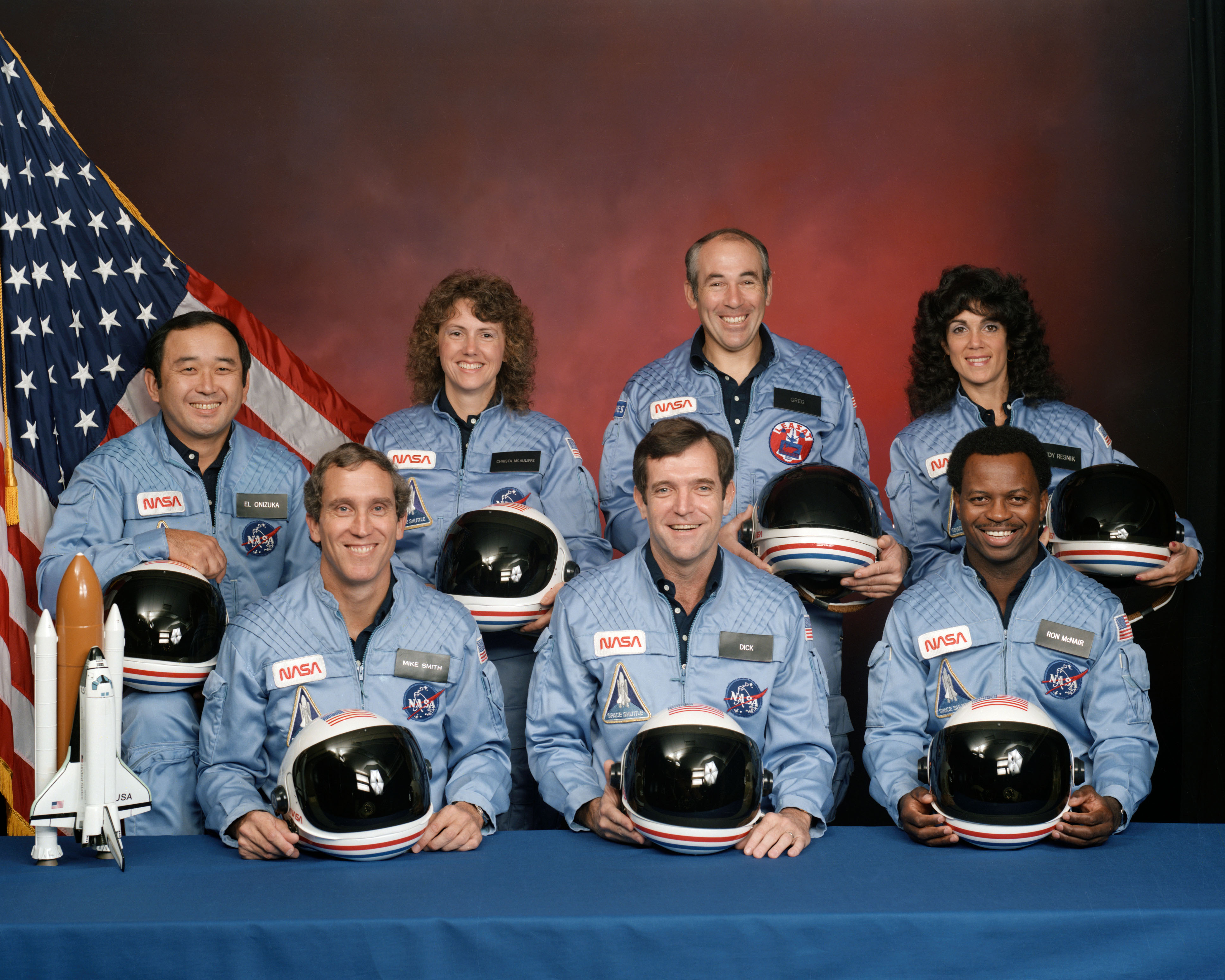
W katastrofie zginęła cała, 7-osobowa załoga. Na pierwszym planie, od lewej: Michael John Smith, Francis Scobee, Ronald McNair. W drugim rzędzie, od lewej: Ellison Onizuka, Christa McAuliffe, Gregory Jarvis, Judith Resnik.

Katastrofa promu Challenger, do której doszło w Stanach Zjednoczonych, nad stanem Floryda, o godzinie 16:39 UTC w dniu 28 stycznia 1986. Zespół wahadłowca „Challenger” rozpadł się na skutek uszkodzenia pierścienia uszczelniającego w silniku prawej dodatkowej rakiety na paliwo stałe (SRB), które powstało w pierwszej sekundzie lotu. Uszkodzenie uszczelki spowodowało wydostanie się w 45. sekundzie jęzora ognia o powiększającej się długości, padającego na zbiornik zewnętrzny promu kosmicznego (ET) oraz mocowanie rakiety SRB do ET. W ciągu parunastu sekund ogień wypalił dziurę w zbiorniku i spowodował oderwanie się dolnego mocowania prawej rakiety SRB. Wywołało to dezintegrację zespołu wahadłowca w wyniku sił oporu aerodynamicznego. Niemal natychmiast potem zniszczeniu uległ zbiornik zewnętrzny. Prom później wpadł do Atlantyku. Na pokładzie promu zginęła cała siedmioosobowa załoga misji STS-51-L.
Przedział załogowy i wiele innych fragmentów zespołu zostały odzyskane z oceanu po długiej operacji poszukiwawczo-ratunkowej.
Katastrofa spowodowała 32-miesięczną przerwę w programie lotów wahadłowców i powołanie przez prezydenta Stanów Zjednoczonych Ronalda Reagana specjalnej komisji Rogersa mającej wyjaśnić przyczyny tragedii. Komisja ustaliła, że organizacja pracy NASA i przebieg procesów decyzyjnych w agencji miały kluczową rolę w doprowadzeniu do katastrofy. Menadżerowie NASA wiedzieli, że projekt wykonawcy silników dodatkowych, firmy Morton Thiokol, zawierał potencjalnie niebezpieczny błąd. Nie potrafili jednak właściwie go wskazać. Zignorowali także ostrzeżenia inżynierów dotyczące wystrzeliwania promów w dni tak mroźne jak 28 stycznia 1986. Nie zaraportowali odpowiednio tych zastrzeżeń swoim zwierzchnikom. Komisja Rogersa sformułowała dziewięć rekomendacji, które NASA miała wdrożyć przed wznowieniem programu lotów wahadłowców.
Z powodu obecności na pokładzie nauczycielki Christy McAuliffe, transmisję „na żywo” ze startu oglądało bardzo dużo dzieci i młodzieży szkolnej. McAuliffe miała być pierwszym nauczycielem wysłanym w ramach programu „Nauczyciel w Kosmosie”. Katastrofa natychmiast stała się wydarzeniem medialnym. Niektóre badania wykazują, że po godzinie od tragedii wiedziało o niej 85% Amerykanów. Tragedia „Challengera” wywołała wiele dyskusji o aspektach bezpieczeństwa inżynieryjnego oraz o etyce pracy. Zainspirowała także powstały w 1990 film telewizyjny pt. Challenger.

## Opóźnienia i warunki przed startem

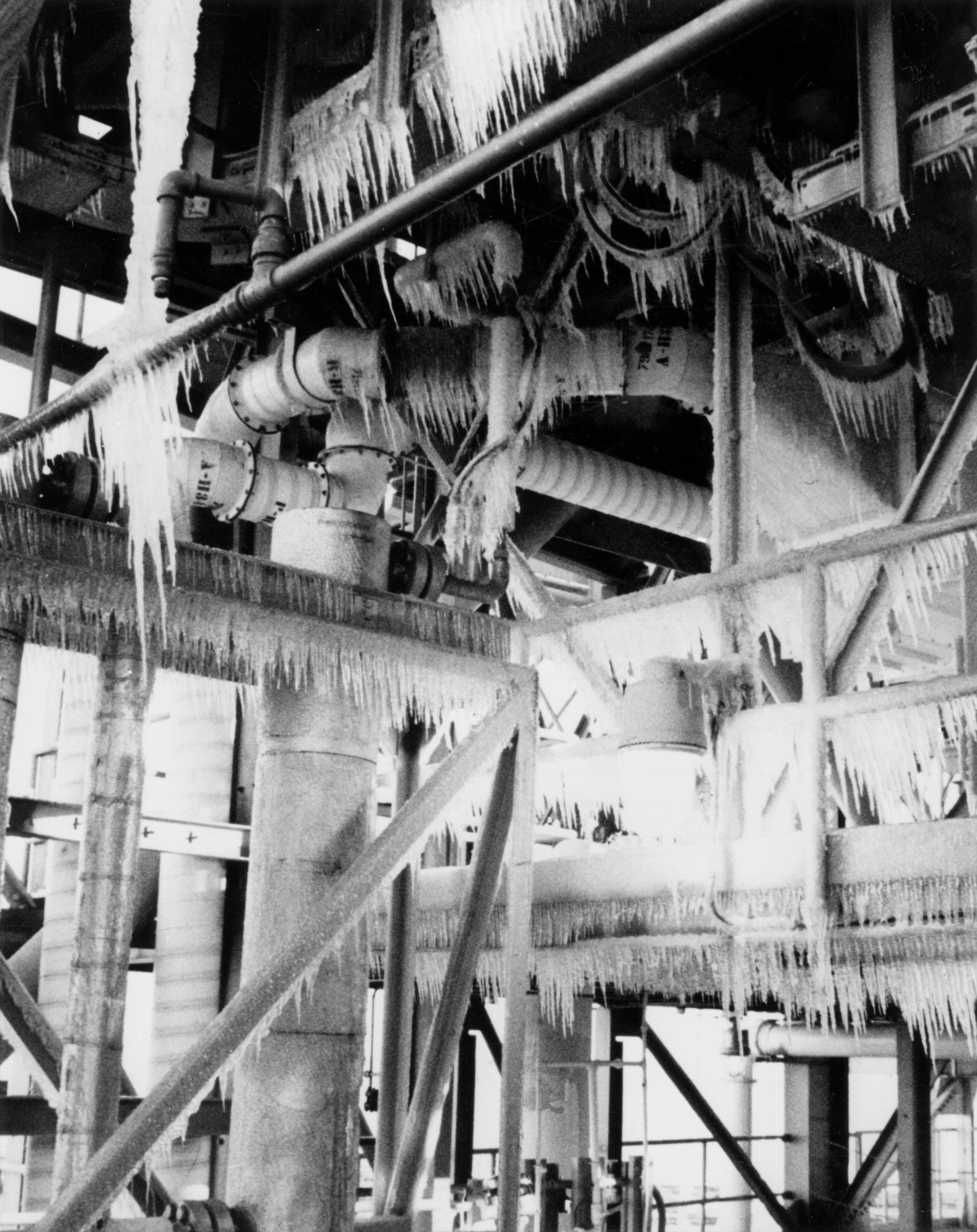
Lód pokrywający rano, w dniu startu „Challengera”, wieżę startową

„Challenger” pierwotnie miał wystartować 22 stycznia, jednak opóźnienia wcześniejszej misji (STS-61-C) spowodowały przełożenie startu najpierw na 23 stycznia, a potem na 24 stycznia. Odłożenie startu na 25 stycznia spowodowane było złą pogodą w Dakarze, gdzie znajduje się jedno z lądowisk awaryjnych. NASA postanowiła skorzystać więc z lądowiska w Casablance jako awaryjnego, ale ponieważ nie było ono przygotowane do pracy w nocy, start i tak musiał zostać przełożony na rano czasu lokalnego. Zła pogoda nad Centrum Lotów Kosmicznych imienia Johna F. Kennedy’ego wymusiła odłożenie startu na 27 stycznia, na godzinę 9:37 czasu EST.
Start przełożono o kolejny dzień z powodu problemów z włazem wejściowym promu kosmicznego. Na początku niepoprawnie działał jeden z mikroprzełączników wskazujących poprawne zamknięcie włazu. Następnie jedna ze śrub przeszkadzała personelowi w usunięciu zatrzasku z włazu orbitera. Gdy zatrzask został w końcu odpiłowany i zastąpiony, boczne wiatry nad lądowiskiem promu przekroczyły limity dopuszczalne w procedurze awaryjnego powrotu do miejsca startu. Na osłabnięcie wiatru czekano aż do końca okna startowego, co wymusiło kolejne opóźnienie.
Na 28 stycznia prognozy zapowiadały niezwykle zimne poranki. Temperatura miała spaść do –0,5 °C, najniższej temperatury dopuszczalnej przy starcie. Niska temperatura wzbudziła obawy u inżynierów z firmy Morton Thiokol, kontrahenta NASA odpowiedzialnego za budowę i nadzór nad dodatkowymi rakietami na paliwo stałe. Podczas telekonferencji wieczorem 27 stycznia inżynierowie i menadżerowie z Thiokol omawiali wpływ warunków pogodowych z menadżerami NASA z ośrodka im. Kennedy’ego i z Marshall Space Flight Center. Kilku inżynierów wyraziło obawy, przede wszystkim Roger Boisjoly, który wyrażał je już wcześniej, o wpływ temperatury na właściwości gumowej uszczelki łączącej elementy SRB. Mówili, że jeśli uszczelka O-ring miałaby temperaturę poniżej ok. 11,7 °C, nie ma gwarancji, że właściwie pełniłaby swoją funkcję. Twierdzili też, że nocne przymrozki niemal na pewno ochłodzą uszczelki poniżej dopuszczalnej temperatury. Jednakże ich uwagi zostały oddalone przez menadżerów z Morton Thiokol, którzy zarekomendowali przygotowania do startu według niezmienionego planu.
Z powodu ochłodzenia, na platformie startowej zespołu startowego nr 39B w Centrum Lotów Kosmicznych imienia Johna F. Kennedy’ego zebrała się duża ilość lodu. Co prawda pracownicy Centrum przez całą noc usuwali go, jednak inżynierowie głównego wykonawcy promu, Rockwell International, nadal wyrażali obawy co do jego obecności. Ostrzegali, że podczas startu lód może oderwać się od powłoki promu oraz rakiety i uderzać w ich poszycia. Menadżerowie z Rockwell powiedzieli szefowi programu wahadłowców, Arnoldowi Aldrichowi, że nie mogą zapewnić całkowitego bezpieczeństwa promu podczas startu, ale nie wystosowali oficjalnej opinii firmy sprzeciwiającej się startowi. Aldrich zdecydował więc tylko o przesunięciu startu o godzinę, by dać czas na ponowną inspekcję stanowiska startowego i usunięcie lodu. W jej trakcie stwierdzono, że lód się już roztapia, a „Challenger” miał być gotowy do startu o 11:38 czasu wschodniego USA.

## Przebieg wydarzeń

### Oderwanie się od ziemi i wznoszenie

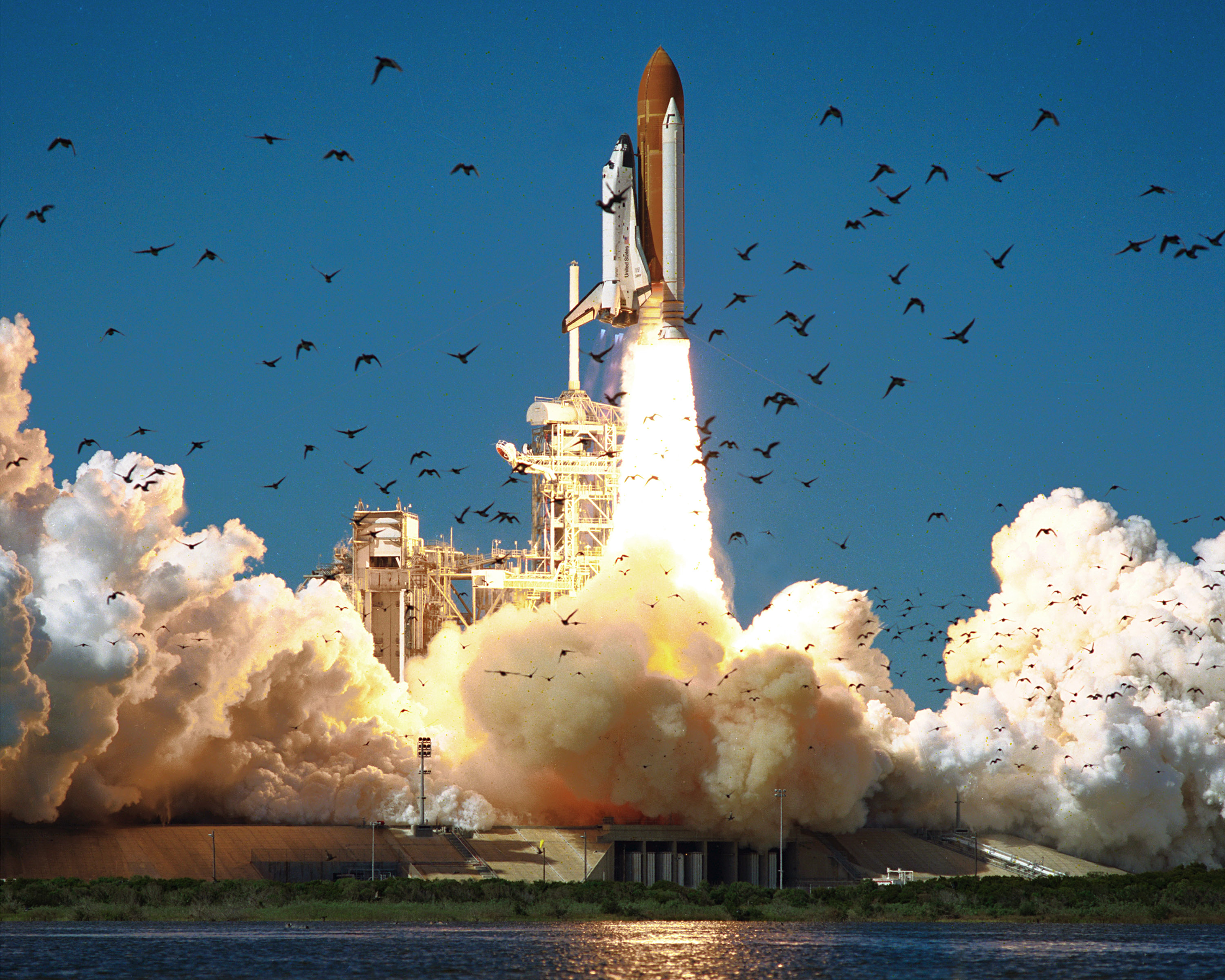
„Challenger” startuje

Jako że prom nie miał „czarnej skrzynki”, zapis katastrofy powstał na podstawie danych telemetrycznych, przesyłanych na Ziemię przez prom natychmiast po dokonaniu każdego pomiaru, analizie fotograficznej startu, a także na podstawie komunikacji głosowej między centrum kontroli misji a promem. Wszystkie oznaczenia czasu podane są w sekundach po starcie i odpowiadają znacznikom czasowym telemetrii najbliższym opisywanemu zdarzeniu.
Na 6,6 sekundy przed startem odpalone zostały trzy główne silniki promu kosmicznego (SSME). Przed oderwaniem się od ziemi, w wypadku anulowania startu, SSME mogą zostać bezpiecznie wyłączone. Moment odpalenia rakiet na paliwo stałe (SRB) uznaje się za początek startu (T=0). Dla misji STS 51-L chwila ta nastąpiła o godzinie 11:38:00,010 czasu wschodniego USA. Następnie zwolniono bolce mocujące rakietę do stanowiska startowego, ramię wentylujące parujący wodór zostało odepchnięte od zbiornika zewnętrznego promu, ale nie zostało przytwierdzone do wieży na stanowisku startowym. Na fotografiach widać jednak, że ramię nie wchodzi w ponowny kontakt z promem – zostało więc wykluczone ze zbioru czynników mogących spowodować katastrofę. Inspekcja postartowa wykazała także, że brakuje czterech sprężyn od wspomnianych wyżej bolców, ale one również nie zostały uznane za możliwą przyczynę tragedii.

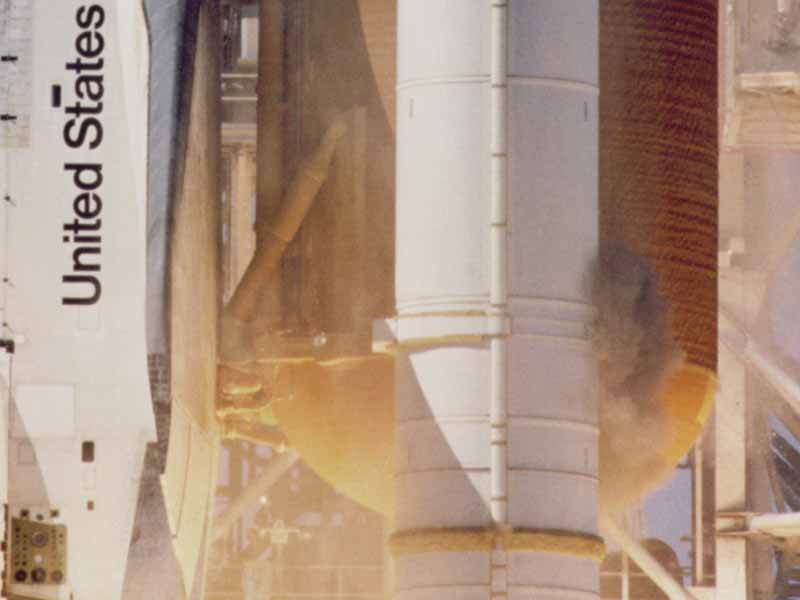
Wyrzut dymu przy końcu prawego SRB

Późniejsze analizy zdjęć ze startu pokazały, że w czasie T+0,678, przy końcu prawego SRB (niedaleko połączenia z głównym zbiornikiem) pojawiły się silne wyrzuty ciemnoszarego dymu. Ostatni taki wyrzut rozpoczął się w T+2,733 i trwał do T+3,375. Ustalono później, że te „buchnięcia” były wywołane otwieraniem się i zamykaniem powierzchni poszycia końca prawego SRB wibrującego z częstotliwością drgań własnych wahadłowca 3 Hz. Poszycie rakiety dodatkowej nadymało się wskutek ciśnienia przy zapłonie. Metalowe części odginały się od siebie tworząc szczeliny przez które przedostawał się gorący gaz o temperaturze ok. 2760 °C (5000  °F). Pierwsza uszczelka typu O-ring miała za zadanie uszczelniać właśnie te przerwy, ale niska temperatura otoczenia sprawiła, że pasta termoizolacyjna nie przylegała dokładnie, przez co ciśnienie gazów powstałych przy spalaniu nie wepchnęło tej uszczelki w przewidziane dla niej zagłębienie. Drugi O-ring nie znajdował się w prawidłowym miejscu na skutek wygięcia się metalowych części. Nie było bariery dla gazów i obie uszczelki pod ich wpływem wyparowały na długości 70° łuku. Jednakże powstający przy spalaniu paliwa stałego tlenek glinu tymczasowo uszczelnił przerwy w łącznikach, zastępując niejako uszczelki, ale tylko do momentu, gdy został wyparty przez płomienie.
Gdy zespół wahadłowca opuścił wieżę startową kontrola została przełączona z centrum kontroli startu w ośrodku im. Kennedy’ego do centrum kontroli misji w Houston. Z uwagi na rosnący opór aerodynamiczny w 20. sekundzie lotu, silniki główne zaczęły zmniejszać ciąg, nadając promowi graniczną wartość prędkości przewidzianej do lotu w gęstej części atmosfery. W T+35,379 silniki główne zmniejszyły ciąg do 65% wartości nominalnej. Zmniejszył się również ciąg silników SRB dzięki odpowiedniemu ukształtowaniu profilu materiałów pędnych. Pięć sekund później, na wysokości około 5800 m, „Challenger” przekroczył prędkość Ma=1. Gdy w T+51,860 prom przekroczył wysokość maksymalnego ciśnienia dynamicznego (Max Q), rakiety SRB i silniki główne zaczęły ponownie zwiększać moc (SSME do 104% mocy nominalnej).

### Pióropusz ognia

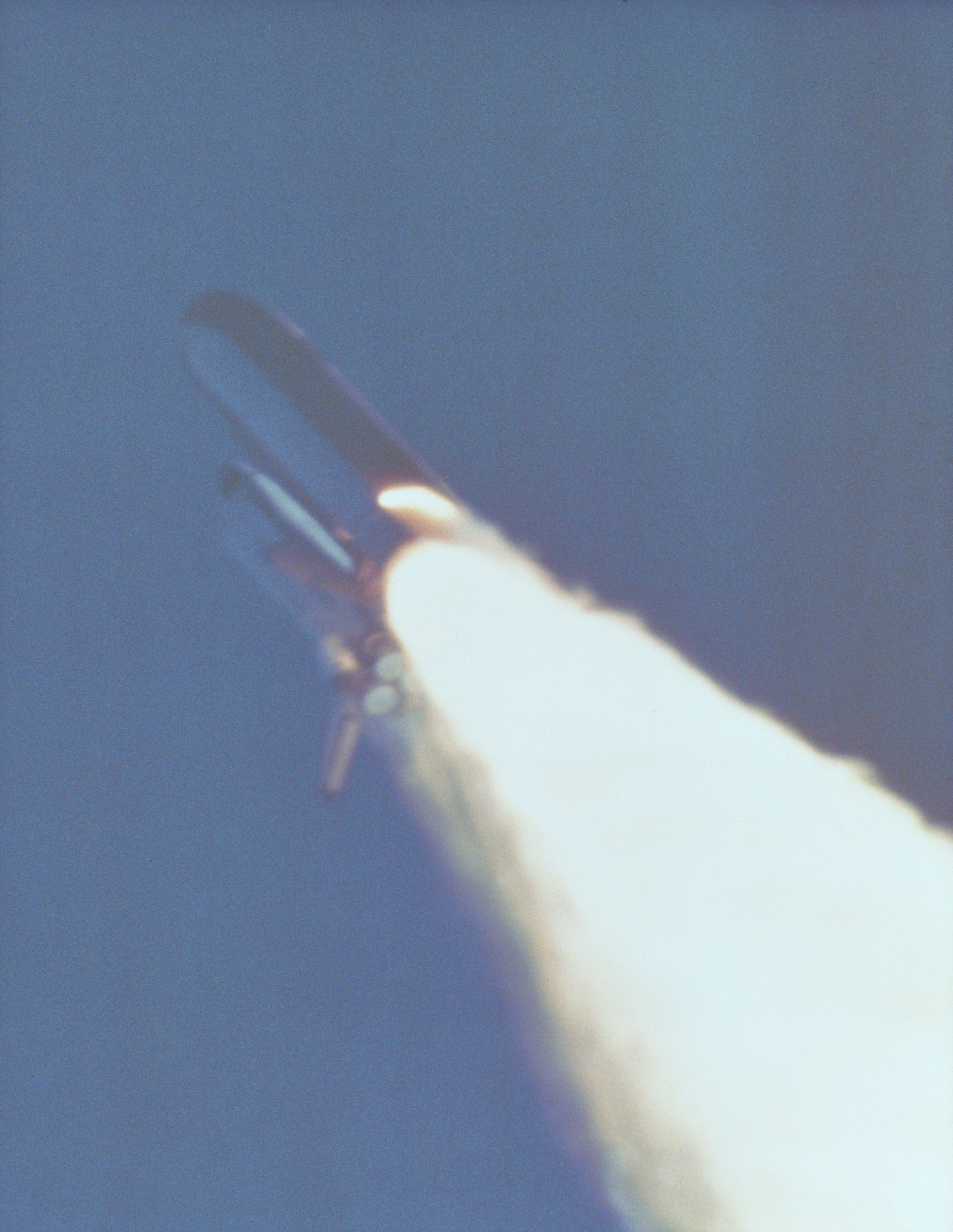
Pióropusz ognia wydobywający się przy końcu prawego SRB

Gdy prom osiągał punkt max Q, wpadł jednocześnie w najsilniejszy prąd powietrzny, jaki kiedykolwiek został odnotowany w czasie programu lotów wahadłowców.
W T+58,788, kamera śledząca prom zarejestrowała tworzenie się pióropusza ognia przy końcu SRB, w pobliżu jego połączenia z zewnętrznym zbiornikiem paliwa (ET). Zapalony gaz zaczął przedostawać się przez powiększającą się szczelinę między elementami rakiety dodatkowej, o czym załoga „Challengera” i kontrola misji w Houston nie wiedziały. Siła napotkanego prądu powietrznego wyrzuciła tlenek glinu, który do tej pory uszczelniał przerwy powstałe na skutek uszkodzenia pierścieni uszczelniających. Ogień został pozbawiony bariery powstrzymującej go przed wydostaniem się na zewnątrz. W ciągu kilku sekund pióropusz zwiększył swoje rozmiary i intensywność. Ciśnienie wewnątrz prawej rakiety pomocniczej zaczęło spadać z powodu rosnącej dziury w poszyciu rakiety i wydostającego się przez nią gazu. Po 60,238 sekundy można było już zaobserwować płomienie wydostające się z rakiety i omiatające zbiornik zewnętrzny (ET).
W T+64,660 pióropusz nagle zmienił kształt, co wskazuje, że płomienie wywołały wyciek ciekłego wodoru, którego zbiorniki znajdowały się w tylnej części zbiornika zewnętrznego. Dysze silników głównych na rozkaz komputera zmieniły położenie, kompensując w ten sposób dodatkowy ciąg generowany przez gaz wylatujący przez dziurę w rakiecie dodatkowej na paliwo stałe. Ciśnienie w zbiorniku ciekłego wodoru zbiornika zewnętrznego zaczęło spadać w T+66,764, wskazując na postęp wycieku.
Na tym etapie lotu sytuacja nadal wyglądała normalnie zarówno dla astronautów, jak i dla kontrolerów lotu. W 68. sekundzie lotu, CAPCOM, czyli kontroler lotu odpowiedzialny za łączność z astronautami, przekazał załodze promu, że silniki ponownie pracują na 104% ciągu słowami „Challenger, go at throttle up”. Dowódca promu, Francis Scobee, potwierdził: „Roger, go at throttle up”. Odpowiedź ta była ostatnimi słowami odebranymi z „Challengera” przez węzeł łączności powietrze-ziemia.

### Rozpadnięcie się rakiety

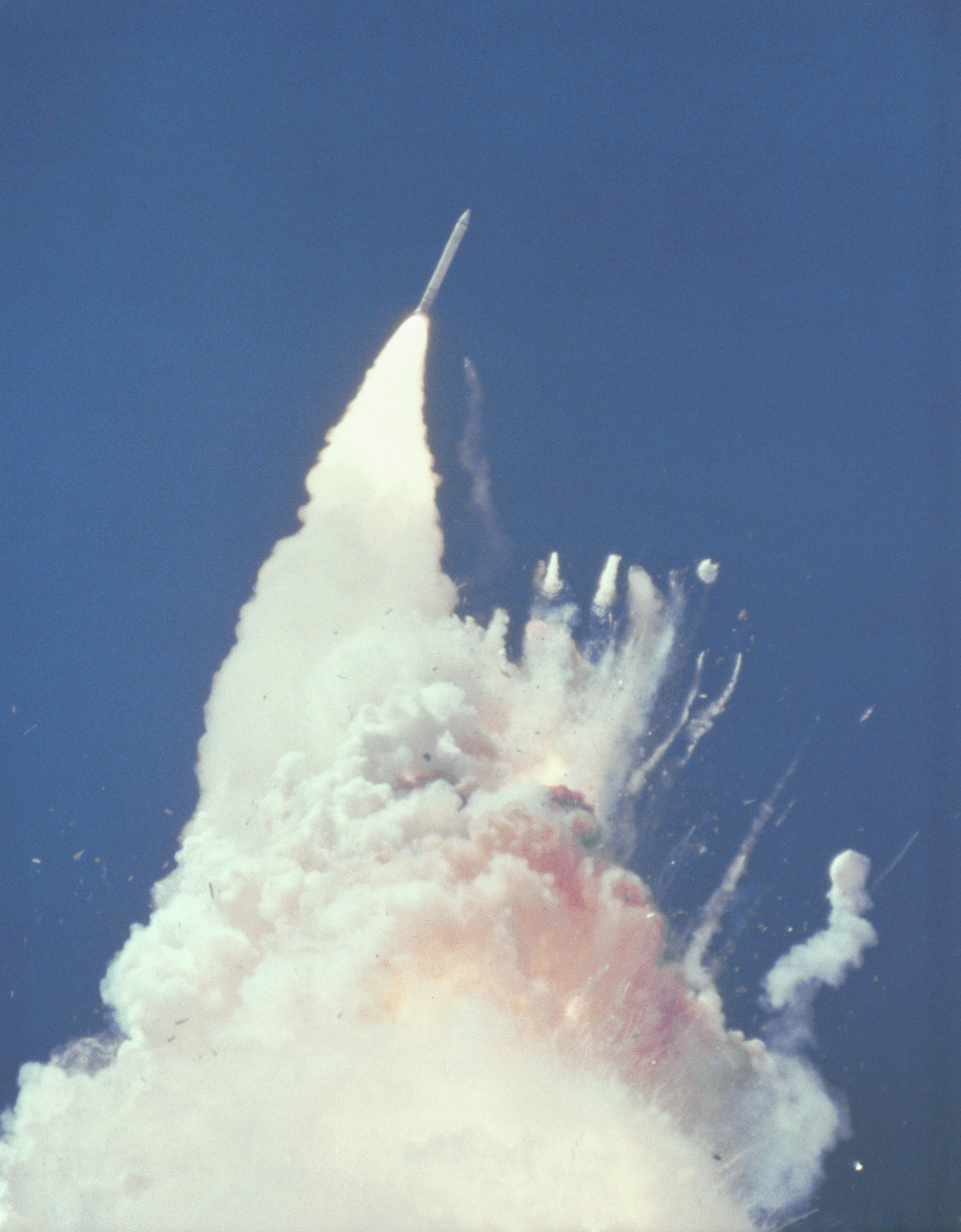
Rozpadnięcie się Challengera, widoczna oderwana lewa rakieta SRB

T+72,284: prawa rakieta SRB oderwała się od dolnej struktury mocującej ją do zbiornika zewnętrznego. Późniejsza analiza telemetrii pokazała, że nagłe przyspieszenie spowodowane tym zdarzeniem, w T+72,525, mogło być odczuwalne dla załogi. Ostatnie dźwięki nagrane przez pokładowy rejestrator, około pół sekundy po odnotowaniu wspomnianego przyspieszenia, to nieartykułowany dźwięk (jęknięcie z bólu? jęk zawodu?) wydany przez pilota Michaela Smitha. Mogła to być też jego reakcja na zmianę wskaźników przedstawiających pracę głównych silników lub spadającego ciśnienia w zbiorniku wodoru w zewnętrznym zbiorniku.
T+73,124: obudowa położonego u dołu zbiornika ciekłego wodoru uległa uszkodzeniu i pod wpływem siły odrzutu wpadła na położony wyżej zbiornik z ciekłym tlenem. W tym samym czasie prawa rakieta SRB obróciła się wokół górnego mocowania i uderzyła w poszycie przestrzeni między zbiornikami wewnętrznymi ET.
Rozpadanie się rakiety rozpoczęło się w 73,162 sekundy po starcie, na wysokości 14,6 kilometra. Rozpadający się zewnętrzny zbiornik spowodował, że cały zespół rakieta-prom zmienił położenie względem lokalnego przepływu powietrza i momentalnie został rozerwany przez ogromne siły oporu aerodynamicznego. Konstrukcja promu doznała wtedy przyspieszeń rzędu 20 g – znacznie więcej, niż wartości, na jakie była projektowana. Obie rakiety dodatkowe na paliwo stałe, mogące znieść większy opór i przeciążenia, oderwały się od zbiornika ET i kontynuowały niekontrolowany lot z pełnym ciągiem przez kolejne 37 sekund. Obudowa rakiet SRB, wykonana z metalu grubości pół cala (12,7 mm) była znacznie wytrzymalsza niż poszycie promu czy zbiornika zewnętrznego. Z tego względu rakiety SRB przetrwały rozpad rakiety, nawet mimo to, że prawa nadal doznawała wycieku, który zapoczątkował całą serię zdarzeń prowadzących do zniszczenia promu „Challenger” w locie.

### Reakcje w kontroli misji

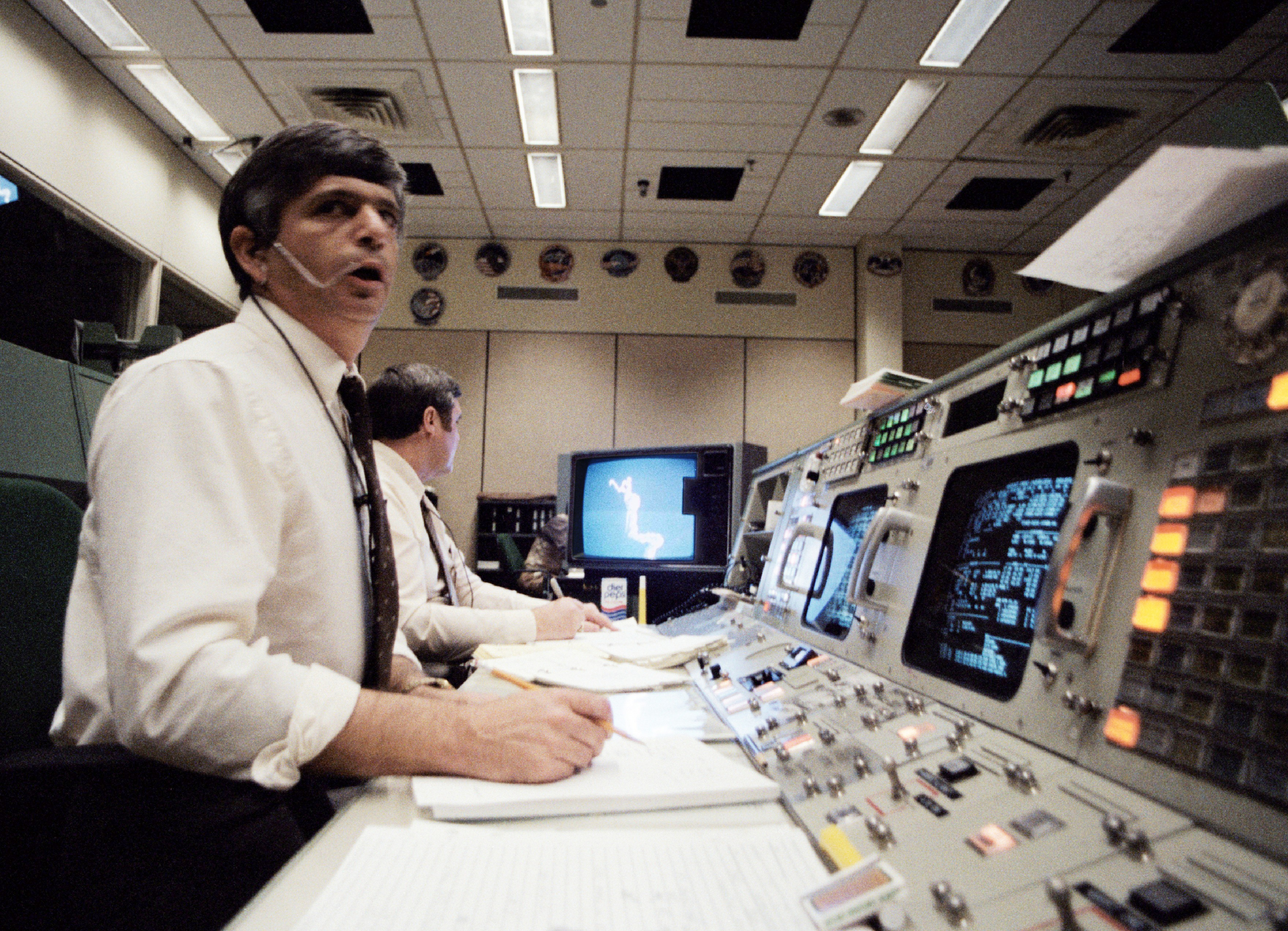
Dyrektor lotu, Jay Greene, za swoją konsolą po rozpadnięciu się „Challengera”

Na kilka sekund po katastrofie w pomieszczeniu kontroli misji zapadła cisza. Ekrany pokazywały chmurę dymu w miejscu, gdzie był „Challenger” i spadające do oceanu odłamki. W 89. sekundzie lotu dyrektor lotu Jay Greene zapytał kontrolera dynamiki lotu o informacje. Ten odpowiedział, że „radar pokazuje wiele źródeł”, co było dalszą wskazówką, że „Challenger” rozpadł się. Kontroler łączności zaraportował „brak łączności, straciliśmy przychodzące połączenia” radiowe i telemetryczne z „Challengera”. Greene rozkazał, aby każdy „uważnie przyglądał się napływającym danym”.
T+110,250: oficer bezpieczeństwa kosmodromu w stacji sił powietrznych Cape Canaveral wysłał sygnał radiowy aktywujący układ samozniszczenia rakiet dodatkowych na paliwo stałe. Była to normalna procedura podejmowana przez oficera bezpieczeństwa, gdy ten uzna, że opadające rakiety mogą stanowić zagrożenia dla obiektów na ziemi lub morzu. Ten sygnał wywołałby również zniszczenie zbiornika zewnętrznego, gdyby ten nie uległ zniszczeniu wcześniej.
„Kontrolerzy lotu bardzo uważnie przyglądają się sytuacji”, lakonicznie oświadcza pełniący obowiązki komentatora wzlotu STS-51-L oficer ds. interesu publicznego (public affairs), Steve Nesbitt. „Nie ma wątpliwości, że to poważna anomalia. Nie otrzymujemy danych.”. Po chwili, Nesbitt dodaje: „Oficer dynamiki lotu donosi, że pojazd eksplodował”.
Greene wydaje polecenie zainicjowania procedur awaryjnych w budynku kontroli misji. Obejmują one między innymi zamknięcie i zabezpieczenie wszystkich wejść do centrum kontroli, zerwanie połączeń ze światem zewnętrznym i upewnienie się, że poprawnie zarejestrowano i zabezpieczono dane.

### Eksplozji nie było

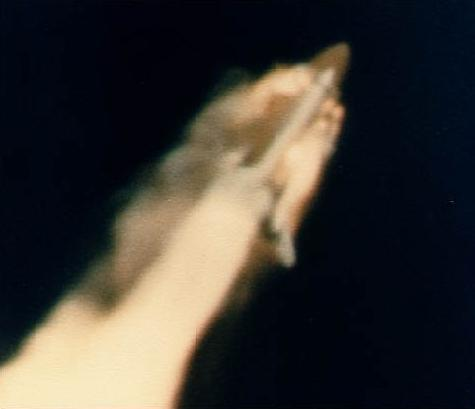
Początek rozpadu „Challengera”

Pomimo pierwotnego oświadczenia oficera dynamiki lotu, prom i zbiornik zewnętrzny nie wybuchły. Zbiornik zewnętrzny został zmiażdżony przez siły oporu aerodynamicznego – prom przechodził wtedy przez punkt maksymalnego ciśnienia dynamicznego. Gdy zbiornik zewnętrzny został zgnieciony, uwolnił znajdujące się w nim paliwo (wodór) i utleniacz (tlen), które utworzyły chmurę podobną do kuli ognistej. Jednak tak naprawdę nie doszło do zapalenia się paliwa. Wodór i tlen, składowane w warunkach kriogenicznych, utworzyły obłok gazu, który nie miał warunków do zapłonu i wybuchu w zwyczajowym znaczeniu tego słowa. Gdyby eksplozja faktycznie nastąpiła, cały prom z załogą i rakiety dodatkowe również uległyby zniszczeniu. Jednak zarówno kabina załogi, jak i rakiety SRB kontynuowały lot po zniszczeniu zbiornika zewnętrznego. Rakiety zostały później zdetonowane na polecenie oficera bezpieczeństwa.

### Przyczyna i czas śmierci załogi

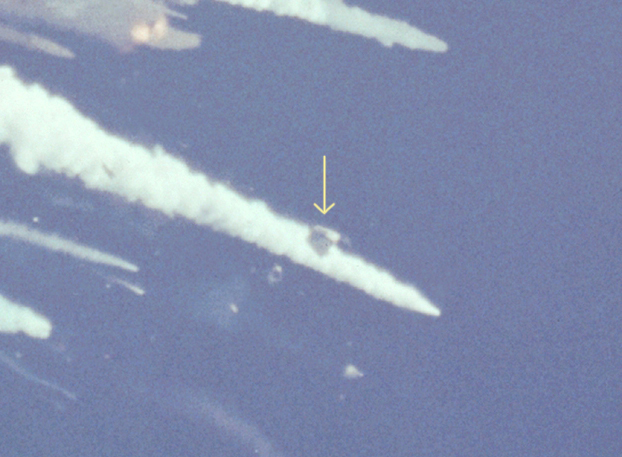
Opadające szczątki, strzałką zaznaczona kabina załogi

Wytrzymalsza kabina załogi przetrwała rozpad promu w dość dobrym stanie. W T+75,237 zaobserwowano, jak opuszcza ona gazowy obłok powstały po zniszczeniu wahadłowca. NASA oszacowała, że podczas rozpadu była ona poddana przeciążeniom od 12 do 20 g przez około 2 sekundy. Po tym czasie wynosiło ono tylko 4 g, a już po 10 sekundach kontynuowała ona lot po trajektorii balistycznej, osiągając maksymalną wysokość 19,8 km po 25 sekundach. Przyspieszenie to było więc zbyt małe, by wywołać poważne obrażenia. Przynajmniej kilkoro z astronautów przeżyło rozpad i przynajmniej przez krótki czas po nim było przytomnych. Świadczy o tym fakt, że trzy z czterech odnalezionych osobistych zasobników powietrza (PEAP) zostały uruchomione. Należały one do Ellisona Onizuki, Judith Resnik i Michaela Smitha. Przycisk włączający zasobnik Smitha znajdował się za jego fotelem, co oznacza, że albo Ellison albo Judith musiała go włączyć. Śledczy stwierdzili, że te trzy zasobniki były używane i brakowało w nich mniej więcej tyle powietrza, ile astronauci zużyliby przez pozostałe 2 minuty i 45 sekund lotu aż do zderzenia z oceanem. Nie wiadomo jednak, czy i ilu z nich było przytomnych przez ten czas. W znacznej mierze zależy to od faktu, czy kabina zachowała hermetyczność i ciśnienie. Jeśli nie, na tej wysokości byliby świadomi jedynie przez kilka sekund, gdyż osobiste zasobniki nie dostarczały powietrza o ciśnieniu odpowiednim dla tej wysokości. Przy rozhermetyzowaniu kabiny byłyby więc nieprzydatne. Kabina załogi uderzyła w powierzchnię oceanu z prędkością ok. 334 km/h, co spowodowało wyhamowanie z przeciążeniem ponad 200 G – daleko ponad granicę wytrzymałości konstrukcji kabiny i organizmu ludzkiego.
28 lipca 1986 kontradmirał Richard Truly, współpracownik NASA do spraw lotów kosmicznych i były astronauta, opublikował raport Josepha Kerwina, specjalisty od biomedycyny w Centrum Lotów Kosmicznych imienia Lyndona B. Johnsona. Doktor Kerwin, który brał udział w misji Skylab 2, został wyznaczony do opracowania raportu o przyczynie zgonu załogi wkrótce po wypadku. Według raportu:

Ustalenia te nie są rozstrzygające. Uderzenie przedziału załogi o powierzchnię oceanu było tak gwałtowne, że zamaskowało uszkodzenia doznane przez prom w pierwszych sekundach katastrofy. Końcowe wnioski brzmią:
- przyczyny śmierci załogi „Challengera” nie mogą zostać ustalone w sposób ostateczny
- siły działające na załogę podczas rozpadu promu najpewniej nie były wystarczające do wywołania poważnych obrażeń czy też śmierci
- załoga, prawdopodobnie, ale nie na pewno, straciła przytomność w kilka sekund po rozpadzie wahadłowca, z powodu utraty ciśnienia powietrza w kabinie

### Ucieczka załogi była niemożliwa
Podczas lotu zasilanego, czyli przy włączonych silnikach, załoga w żaden sposób nie mogła wydostać się z promu. Co prawda system ewakuacyjny dla załogi był rozważany wielokrotnie podczas opracowywania wahadłowców, jednak NASA uznała, że wysoka niezawodność statków wykluczać będzie potrzebę montowania takiego systemu. Podczas pierwszych czterech misji, traktowanych jako testowe, do ewentualnej ewakuacji zamontowano zmodyfikowane fotele katapultowe z samolotów SR-71 Blackbird oraz pełne skafandry ciśnieniowe – załogi tych lotów były jednak mniej liczne. Stworzenie systemu ewakuacji dla pełnej załogi uznano za niedogodne z powodu „ograniczonej użyteczności, technicznej złożoności, wysokiego kosztu, masy i ewentualnych opóźnień związanych z wdrażaniem”.
Po stracie „Challengera”, kwestia ta została ponownie rozważona. NASA rozpatrzyła wiele różnych rozwiązań, jak katapultowane fotele, rakiety dźwigające czy wyrzucenie na spadochronie poprzez dno wahadłowca. Jednakże ponownie uznano, że wszystkie rozważane rozwiązania wymagałyby zbyt istotnej ingerencji w wahadłowce i zmniejszenia liczby zabieranych pasażerów. System wyrzucania załogi przez dno był projektowany z myślą o opuszczeniu wahadłowca podczas lotu szybowcowego, nie mógłby więc zostać użyty podczas wypadku „Challengera”.

## Reakcje na tragedię
Zaraz po katastrofie, NASA została skrytykowana za brak otwartości wobec mediów. „The New York Times” zwrócił uwagę, że dzień po wypadku „ani Jay Greene, dyrektor lotu, ani żadna inna osoba z hali kontrolnej, nie była dostępna dla prasy”. Wobec braku wiarygodnych źródeł, prasie pozostały wyłącznie spekulacje; zarówno „The New York Times”, jak i United Press International sugerowały, że awaria nastąpiła w zbiorniku zewnętrznym, mimo że wewnętrzne dochodzenie w NASA szybko skupiło się na rakietach dodatkowych jako sprawcach tragedii. Reporter William Harwood napisał:

Agencja kosmiczna utknęła w postanowieniu o ścisłym utajnieniu szczegółów śledztwa, tak nie przystającym do instytucji szczycącej się długą tradycją otwartości.

### Hołd ofiarom

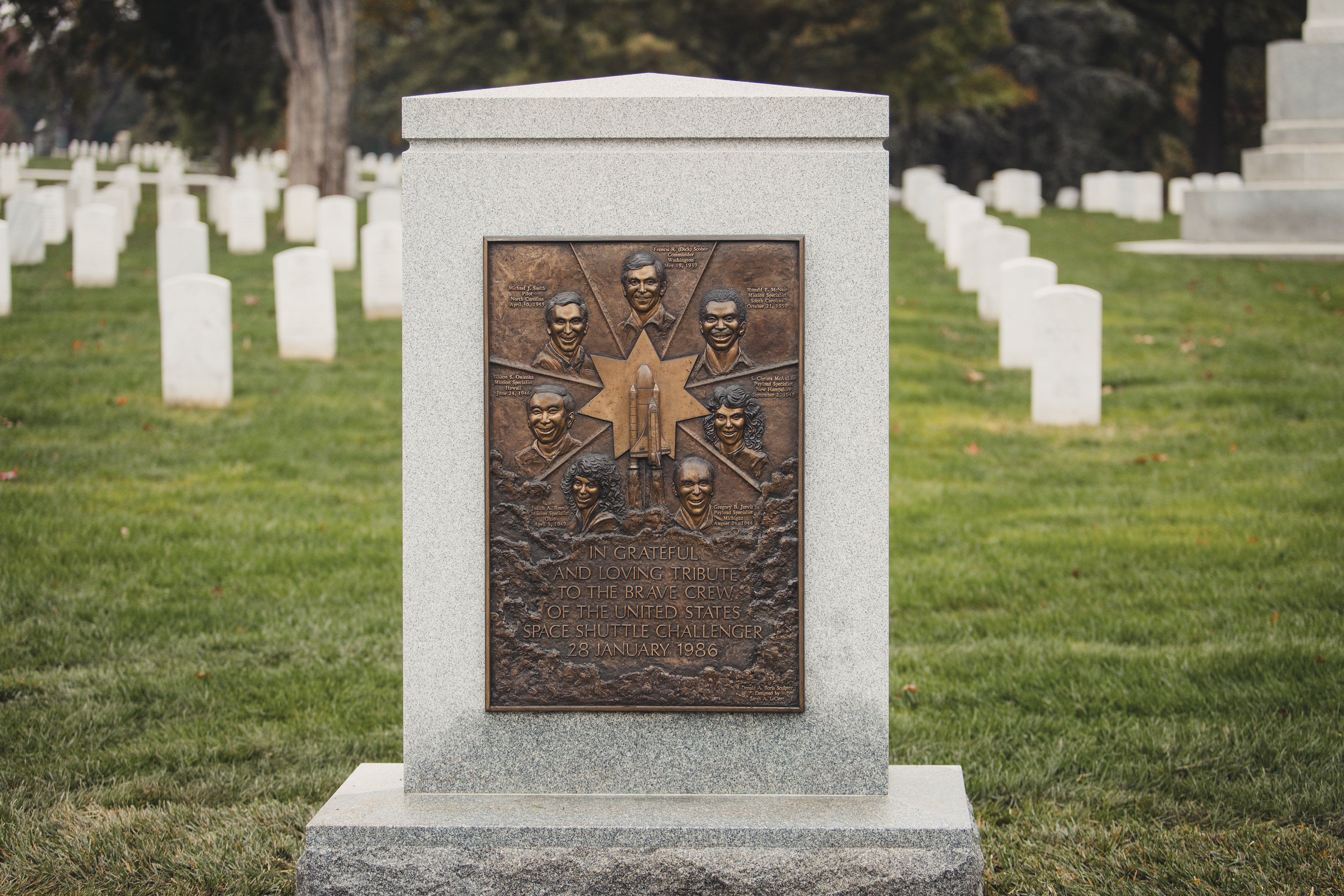
Pamiątkowa mogiła załogi promu „Challenger”, w której pochowano część odnalezionych szczątków

W wieczór po katastrofie prezydent Stanów Zjednoczonych Ronald Reagan miał wygłosić coroczne przemówienie o stanie państwa. Początkowo oświadczył, że odbędzie się ono planowo, ale pod rosnącymi naciskami przełożył je o tydzień, a wygłosił za to z Gabinetu Owalnego orędzie do narodu o katastrofie „Challengera”. Zostało ono napisane przez Peggy Noonan i kończyło się poniższymi zdaniami, w których znalazły się słowa parafrazujące wiersz „High Flight” autorstwa Johna Gillespie’a Magee’a:

Nigdy ich nie zapomnimy, ani chwili, gdy widzieliśmy ich po raz ostatni, tego ranka, gdy przygotowywali się do drogi machając na pożegnanie, i „zrzucili więzy dusznej Ziemi”, by „dotknąć oblicza Boga.”

Trzy dni później Reagan, wraz z pierwszą damą, pojechał do Centrum Lotów Kosmicznych imienia Lyndona B. Johnsona, by oddać hołd zmarłym astronautom. Prócz ich rodzin, na ceremonię przybyło około 6000 pracowników NASA.
Rodziny załogi „Challengera” utworzyły organizację Challenger Center for Space Science Education, jako trwały wyraz pamięci o nich. Organizacja utworzyła w USA pięćdziesiąt centrów edukacyjnych.

### Ceremonie pogrzebowe
Szczątki załogantów, które można było zidentyfikować, zostały przekazane rodzinom 29 kwietnia 1986. Dwóch astronautów, Dick Scobee i Michael Smith, zostało pochowanych przez rodziny w osobnych mogiłach na narodowym cmentarzu w Arlington. Pozostali spoczęli 20 maja 1986 w zbiorowej mogile na tym samym cmentarzu. Mogiła jest jednocześnie pomnikiem.

### Zbieranie szczątków promu
Już kilka minut po wypadku NASA wydała rozkaz o wysłaniu statków w miejsce opadnięcia szczątków promu i rakiety. Statki normalnie zostałyby wysłane do odzyskania rakiet dodatkowych na paliwo stałe. Do akcji wysłano także samoloty poszukiwawczo-ratownicze. Oficer bezpieczeństwa wstrzymał jednak zarówno samoloty, jak i statki, gdyż odłamki nadal spadały do wody. Wysłano je, dopiero gdy uznano, że nic im nie grozi. Decyzję taką wydano po około godzinie.

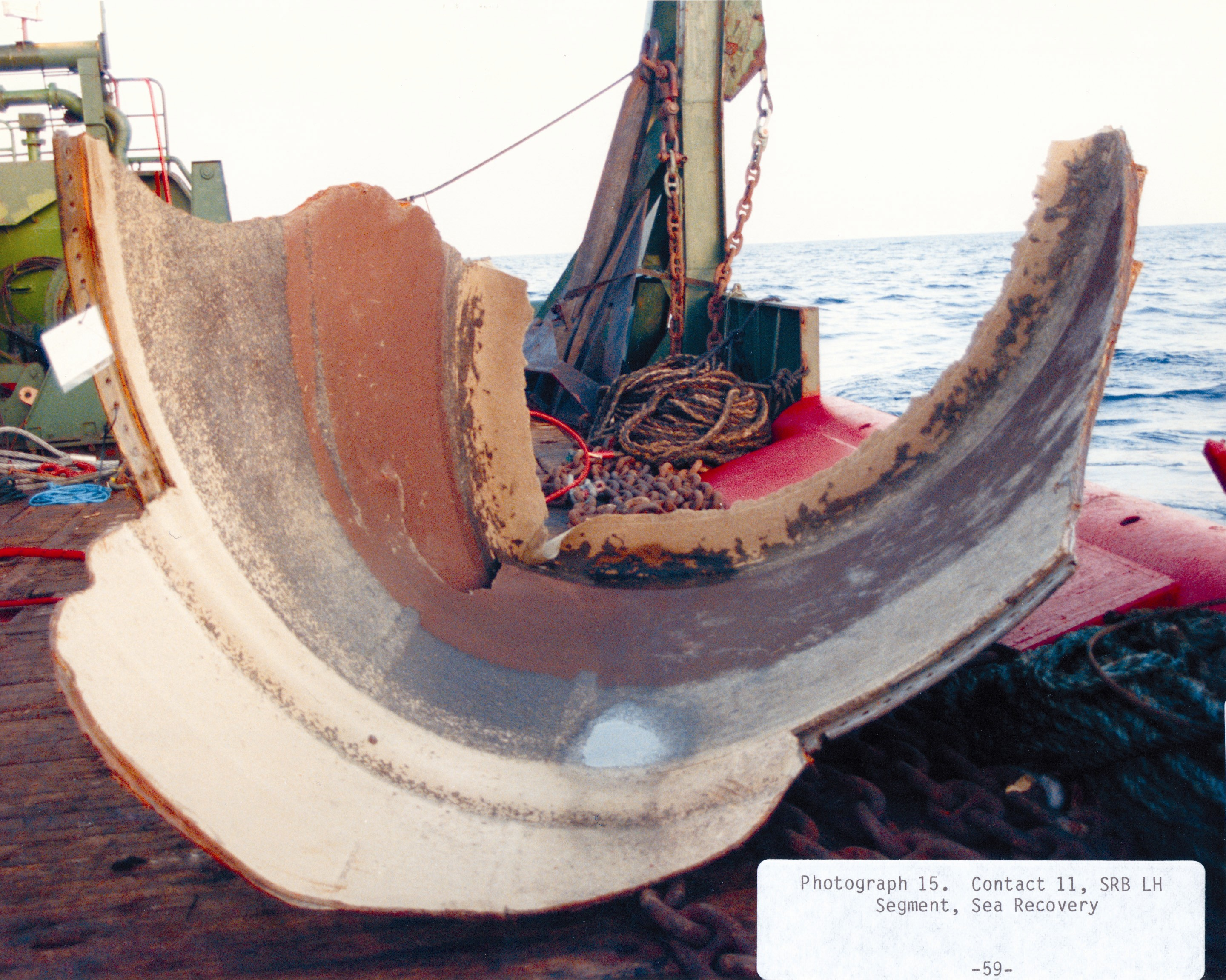
Odnaleziony fragment lewej rakiety dodatkowej

Akcja poszukiwawcza trwała przez pierwszy tydzień po katastrofie, do 7 lutego. Prowadzona była przez Departament Obrony USA, na zlecenie NASA, a wspomagała ją Straż Wybrzeża Stanów Zjednoczonych. Według tej ostatniej, była to „największa akcja poszukiwawcza na powierzchni wody w jakiej brała udział”. Najdłużej poszukiwania prowadził okręt USS „Simpson”. Po tym czasie, poszukiwania były prowadzone już tylko przez zespół poszukiwań, odzyskiwania i rekonstrukcji. Jego celem było zebranie resztek mogących pomóc w określeniu przyczyn katastrofy. Do tego celu użyto sonarów, nurków oraz załogowych i zdalnie sterowanych łodzi podwodnych. Akcją objęto obszar około 1600 km² i prowadzono ją do głębokości 370 metrów. Do 1 maja wydobyto wystarczająco dużo fragmentów prawej rakiety dodatkowej, by stwierdzić pierwotną przyczynę wypadku. Wtedy też zakończono główną operację wydobywania szczątków. Akcja była kontynuowana na płytszych wodach, ale nie była już związana ze śledztwem, a z badaniami NASA dotyczącymi właściwości materiałów używanych w statkach kosmicznych i rakietach nośnych.
Fragmenty promu i rakiety były wyrzucane na plaże Florydy jeszcze wiele lat po wypadku. 17 grudnia 1996, prawie 11 lat po katastrofie, na plażę w Cocoa Beach morze wyrzuciło dwa duże fragmenty promu.
Na pokładzie „Challengera” znajdowała się amerykańska flaga, przekazana przez 514. Chłopięcy Zastęp Skautów z Monument. Odzyskano ją w stanie nienaruszonym, w pojemniku, w którym umieszczono ją w ładowni.

## Śledztwo komisji Rogersa
Do zbadania przyczyn katastrofy powołano Prezydencką Komisję ds. Wypadku Promu Kosmicznego „Challenger”, lub w skrócie, komisję Rogersa, od nazwiska jej przewodniczącego. Członkami komisji byli:

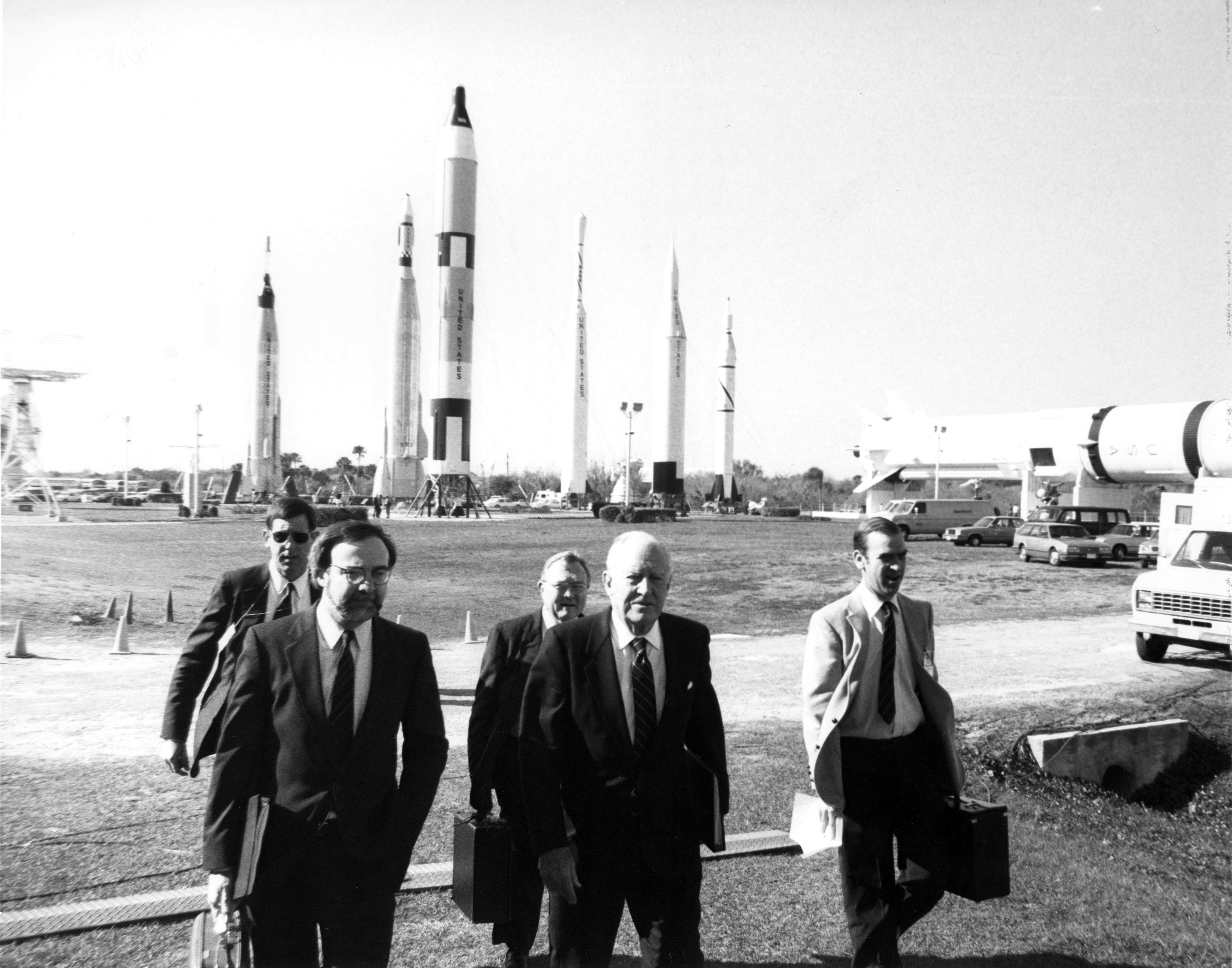
Członkowie komisji Rogersa przybywają do Centrum Lotów Kosmicznych imienia Kennedy’ego

- William P. Rogers (przewodniczący; były sekretarz stanu)
- Neil Armstrong (wiceprzewodniczący; astronauta)
- Sally Ride (astronautka)
- David Acheson (prawnik)
- Eugene Covert (specjalista ds. lotnictwa)
- Robert Hotz (specjalista ds. lotnictwa)
- Richard Feynman (fizyk)
- Albert Wheelon (fizyk)
- Arthur Walker (fizyk)
- Donald Kutyna (emerytowany generał Sił Powietrznych Stanów Zjednoczonych)
- Robert Rummel
- Joseph Sutter (inżynier i projektant)
- Chuck Yeager (emerytowany pilot-oblatywacz)

Uproszczony przekrój złącza między segmentami rakiety SRB. Legenda: A – ścianka stalowa o grubości 12,7 mm, B – uszczelka podstawowa, C – uszczelka rezerwowa, D – opaska wzmacniająco-osłonowa, E – izolacja, F – izolacja, G – wykładzina, H – pasta uszczelniająca, I – stały materiał pędny

Komisja pracowała przez kilka miesięcy, a swoje odkrycia i uwagi opublikowała w specjalnym raporcie.
Komisja stwierdziła, że bezpośrednią przyczyną katastrofy promu „Challenger” było uszkodzenie uszczelki O-ring, łączącej elementy prawej rakiety dodatkowej na paliwo stałe. Uszkodzenie to spowodowało wydostanie się sprężonych gorących gazów i ewentualnie płomieni, które zaczęły padać na sąsiadujący zbiornik zewnętrzny, co spowodowało jego uszkodzenie. Uszkodzenie pierścienia O-ring jest przypisywane błędowi projektowemu, ponieważ właściwości uszczelki mogły być zbyt łatwo zmienione przez czynniki takie jak niska temperatura w dniu startu. Komisja ujęła w raporcie także czynniki, które sprzyjały katastrofie. Najbardziej znaczącym z nich była niemożność NASA oraz firmy Morton Thiokol odpowiedniego zareagowania na ów błąd projektu. Komisja stwierdziła, że tragedia „Challengera” była „zakorzeniona w historii”.
Raport ostro skrytykował również łańcuch procesów podejmowania decyzji prowadzących do wystrzelenia promu, który to proces miał wiele wad. W raporcie zebrano dowody na to, że kadra zarządzająca NASA nie wiedziała o obawach inżynierów z firmy Thiokol o złym wpływie niskich temperatur na uszczelki O-ring, i nie rozważała jako zagrożenia dla startu dużych ilości lodu zalegającego na platformie startowej, o czym donosili pracownicy firmy Rockwell. Raport konkludował:

[...] utrudnienia w komunikacji [...] doprowadziły do podjęcia decyzji o starcie 51-L w oparciu o niepełne a czasem nieprawdziwe dane; do sprzeczności pomiędzy danymi zbieranymi przez inżynierów a osądami kadry zarządzającej. Struktura decyzyjna i zarządzania w NASA pozwoliła na pominięcie ważnej kadry zajmującej się promem w sprawach dotyczących problemów bezpieczeństwa.

### Rola Richarda Feynmana
Jedną z bardziej znanych osobistości w komisji był fizyk Richard Feynman. Jego unikatowy sposób prowadzenia śledztwa za pomocą własnych bezpośrednich metod, a nie postępowanie według planu komisji sprawił, że Rogers uznawał go za dziwaka, a raz skomentował nawet, że „Feynman staje się prawdziwą udręką”.
Podczas przesłuchań transmitowanych przez telewizję, Feynman dokonał znanej demonstracji obrazującej, jak pierścień uszczelniający O-ring staje się mniej sprężysty i przestaje spełniać swoją rolę w niskich temperaturach, poprzez zanurzenie próbki takiego materiału w szklance z wodą i lodem.

[...] włożyłem uszczelkę do wody z lodem i odkryłem, że jeśli ściśniesz ją na chwilę, a potem zwolnisz uścisk, to nie rozciąga się. Pozostaje w tym samym kształcie. Innymi słowy, przez przynajmniej kilka sekund, jeśli nie więcej, gdy jest w temperaturze 32 °F (0 °C), ten konkretny materiał nie ma właściwości sprężystych.

Podobno na trop tego zjawiska naprowadził go Donald Kutyna, który opowiedział Feynmanowi, jak naprawiał swój samochód. Okazało się, że wskutek mrozu uszczelki w aucie utraciły sprężystość i pękły. Dzięki temu Feynman natrafił na ślad prawdziwych przyczyn tragedii wahadłowca.
Feynman był bardzo krytyczny co do błędów NASA w zakresie kultury bezpieczeństwa i zagroził nawet usunięciem swojego nazwiska z raportu, jeśli ten nie będzie zawierał również jego osobistych spostrzeżeń odnośnie do bezpieczeństwa i solidności wykonania promu kosmicznego. Ujęto je w Dodatku F raportu.
W dodatku tym przekonywał, że szacunki niezawodności wykonane przez kierownictwo NASA były wysoce nierealistyczne i różniły się czasem o trzy rzędy wielkości od szacunków inżynierów. „Aby technologia była udana” – podsumowywał – „rzeczywistość musi mieć pierwszeństwo nad kształtowaniem opinii publicznej, gdyż natury nie da się oszukać”.

## Przesłuchania przed Izbą Reprezentantów
Komisja ds. nauki i technologii niższej izby parlamentu USA przeprowadziła własne śledztwo i przesłuchania. Raport z nich przedstawiono 29 października 1986. Komisja zapoznała się z wnioskami komisji Rogersa, jako części swojego śledztwa, i zgodziła się z nią, co do technicznych przyczyn katastrofy. Jednakże ich wnioski, odnośnie do przyczyn mających pośredni wkład w zajście tragedii, różniły się.

[...] Komisja ma wrażenie, że zasadniczym problemem prowadzącym do wypadku „Challengera” nie była zła komunikacja lub konkretne procedury, jak sugerują wnioski komisji Rogersa. Fundamentalnym problemem były raczej trwające kilka lat błędy w podejmowaniu decyzji technicznych przez wysoką kadrę w NASA i personel podwykonawców. Nie udało im się podjąć zdecydowanych działań prowadzących do rozwiązania narastających problemów związanych z łączeniami w rakietach dodatkowych na paliwo stałe.

## Odpowiedź NASA
Po katastrofie „Challengera”, w oczekiwaniu na wnioski komisji Rogersa, wstrzymano dalsze loty wahadłowców. Podczas gdy po pożarze Apollo 1 w 1967 NASA prowadziła własne wewnętrzne śledztwo, działania agencji po tragedii „Challengera” były bardziej uzależnione od osądów organizacji z zewnątrz. Komisja Rogersa wystosowała dziewięć zaleceń mających poprawić bezpieczeństwo programu lotów wahadłowców. Prezydent Reagan zobowiązał NASA do wypracowania w ciągu 30 dni planu ich wdrożenia.
W odpowiedzi na zalecenia komisji, NASA zainicjowało proces całkowitego przeprojektowania rakiet dodatkowych, nadzorowany przez niezależną grupę inżynierów – zgodnie z zaleceniem komisji. Umowa między NASA a firmą Morton Thiokol, podwykonawcą odpowiedzialnym za rakiety dodatkowe, zawierała klauzulę mówiącą, że w razie awarii prowadzącej do „utraty życia lub misji”, Thiokol zapłaci grzywnę w wysokości 10 mln dol. i formalnie przejmie prawną odpowiedzialność za awarię. Thiokol dobrowolnie zgodził się zapłacić grzywnę w zamian za niepociąganie do prawnej odpowiedzialności.
NASA powołała też nową komórkę w swojej strukturze organizacyjnej, Biuro ds. Bezpieczeństwa, Niezawodności i Nadzoru Jakości (ang. Office of Safety, Reliability and Quality Assurance), której szef – zgodnie z zaleceniami – odpowiadał bezpośrednio przed dyrektorem agencji. Na stanowisko szefa tejże komórki wyznaczono George’a Martina, pracującego wcześniej w firmie Martin Marietta Były dyrektor lotu promu „Challenger”, Jay Greene, został szefem działu bezpieczeństwa w dyrekcji agencji.
Nierealistyczny plan lotów wykonywany przez NASA został skrytykowany przez komisję Rogersa i uznany przez nią za czynnik mogący doprowadzić do wypadku. Po katastrofie NASA podjęła próbę wypracowania bardziej realnej częstotliwości lotów wahadłowców: dodano kolejny prom „Endeavour” – i negocjowano z Departamentem Obrony zwiększenie udziału wieloczłonowych rakiet nośnych w wynoszeniu satelitów na orbitę (by nie musiały tego robić wahadłowce). W sierpniu 1986 prezydent Reagan oświadczył również, że promy nie będą więcej wynosiły na orbitę ładunków komercyjnych. Po 32 miesiącach zawieszenia, kolejna misja promu, STS-26, została wystrzelona 29 września 1988.
Pomimo znaczących zmian dokonanych przez NASA po wypadku „Challengera”, wiele osób zastanawiało się, czy owe zmiany w strukturze zarządzania i kulturze organizacyjnej są faktycznie głębokie i czy będą długotrwałe. Po katastrofie promu „Columbia” w 2003 uwaga specjalistów ponownie skupiła się na zapewnieniu bezpieczeństwa przez menadżerów agencji. Komisja śledcza do sprawy wypadku Columbii (CAIB) wywnioskowała, że NASA nie wyciągnęła nauczki z „lekcji”, jaką była katastrofa „Challengera”. W szczególności, agencja nie ustanowiła faktycznie niezależnego biura nadzoru bezpieczeństwa; uznano, że na tym polu odpowiedź NASA na zalecenia komisji Rogersa nie uwzględniły intencji komisji. CAIB uznało, że „przyczyny tragedii „Challengera”, leżące w samej agencji, nie zostały usunięte”, i że ten sam „błędny proces podejmowania decyzji”, który doprowadził do wypadku „Challengera” był odpowiedzialny za tragedię „Columbii” 17 lat później.

## Wpływ na opinię publiczną

### Zainteresowanie mediów i społeczeństwa
Udział w misji „Challengera” nauczycielki Christy McAulifee przyciągnął niewielkie zainteresowanie mediów – tylko niektóre z nich wspomniały bądź relacjonowały start promu. Jedyną stacją w USA o zasięgu ogólnokrajowym, która transmitowała start na żywo, była CNN. Jedno z badań przeprowadzonych po wypadku mówiło, że 17% ankietowanych widziało start promu, a 85% dowiedziało się o tragedii w ciągu godziny od jej zajścia. Autorzy tego badania twierdzą, że „badania tylko dwóch innych wydarzeń wskazują na szybsze i większe rozprzestrzenienie się wiadomości”. Pierwszym z tych badań dotyczyło rozprzestrzeniania się wiadomości o zamachu na prezydenta Johna F. Kennedy’ego, a drugim rozejście się wieści o śmierci prezydenta Franklina Roosevelta wśród studentów Kent State University. Inne badanie wskazuje, że „osoby, które nie oglądały samego startu, niemal na pewno widziały zdjęcia i rysunki dotyczące wypadku emitowane później przez sieci telewizyjne do końca dnia katastrofy”. Dzieci miały znacznie większą szansę oglądać katastrofę „na żywo” niż dorośli. Według ankiety „New York Timesa”, 48% dzieci w wieku 9–13 lat oglądało start w szkole.
Po wypadku zainteresowanie mass-mediów pozostawało duże. Na start promu akredytowało się 535 reporterów. Trzy dni później w Centrum Lotów Kosmicznych imienia Johna F. Kennedy’ego akredytowanych było już 1467 reporterów. Kolejnych 1040 akredytowało się w Johnson Space Center. Wypadek wszedł na nagłówki gazet na całym świecie.

### Katastrofa jako studium przypadku
Wypadek „Challengera” był później wielokrotnie wykorzystywany jako przykład dydaktyczny w takich dziedzinach jak bezpieczeństwo inżynierii, etyka poufnego zgłaszania alarmów (whistleblowing), komunikacja czy podejmowanie decyzji. Muszą się z nią zapoznać kandydaci na licencję zawodową inżyniera w Kanadzie i innych krajach. Roger Boisjoly, inżynier, który ostrzegał o skutkach wpływu niskich temperatur na uszczelki O-ring, odszedł z firmy Morton Thiokol i zajął się etyką w miejscu pracy. Uważa on, że menadżerowie z Morton Thiokol, którzy zatwierdzili zgodę na start, „byli częścią forum decyzyjnego nieetycznego z powodu niezdrowych relacji z klientem”. Uczelnie wyższe, takie jak Massachusetts Institute of Technology, Texas A&M University czy University of Texas, również używają tej katastrofy jako przykładu na zajęciach z etyki inżynierii.
Architekt informacji Edward Tufte używa wypadku „Challengera” jako przykładu ilustrującego, jakie skutki może pociągnąć za sobą niejasne przedstawianie informacji. Sugeruje on, że gdyby inżynierowie z Morton Thiokol przejrzyściej przedstawili dane, jakimi dysponowali na temat powiązania między niską temperaturą a przepalaniem się połączeń w rakietach dodatkowych, mogliby przekonać kadrę NASA do odwołania lotu. Tufte uważa również, że zła prezentacja danych mogła wpłynąć na decyzje podejmowane przez NASA podczas ostatniego lotu „wahadłowca Columbia”.

### Odniesienia w kulturze masowej
W 1990 powstał film telewizyjny Challenger ukazujący zdarzenia, które doprowadziły do feralnego startu wahadłowca. W maju 2006 zapowiedziano realizację kolejnego filmu o wypadku, pod tym samym tytułem. Film ma być reżyserowany przez Philipa Kaufmana i ma się skupiać wokół śledztwa prowadzonego przez Richarda Feynmana. Kaufman w 1983 nakręcił film The Right Stuff – kronikę wczesnych lat programu kosmicznego.
Wypadek „Challengera” był wielokrotnie wspominany w programach telewizyjnych i filmach. W odcinku serialu telewizji NBC Punky Brewster, z marca 1986, pt. „Accidents Happen” („Wypadki się zdarzają”), opowiada o reakcjach tytułowego bohatera, który oglądał katastrofę w telewizji, w szkole. We wcześniejszych odcinkach Punky chciała zostać astronautką. Bohaterka przeraziła się, że może spotkać ją podobny los. Do nieporzucania marzeń o karierze przekonują ją rodzice, nauczyciel i były astronauta, Buzz Aldrin. W odcinku „Kansas” serialu Farscape główny bohater cofa się w czasie, by nie dopuścić do włączenia swojego ojca do załogi promu „Challenger”. Film Star Trek: The Voyage Home był zaś dedykowany pamięci załogi „Challengera”. W filmie Olivera Stone’a Wall Street, z 1987, o skąpstwie jednego z bohaterów (Gordona Gekko granego przez Michaela Douglasa) miało świadczyć, że wyprzedawał akcję NASA natychmiast po wypadku (mimo iż NASA jako agencja państwowa nie dysponuje akcjami, a fabuła filmu dzieje się w 1985).
Jeden z utworów albumu Rendez-Vous Jeana-Michela Jarre’a został skomponowany z myślą, że zagra go Ronald McNair – członek załogi „Challengera”, saksofonista i przyjaciel Jarre’a. Po śmierci McNaira w katastrofie, Jarre dedykował utwór jego pamięci. Jarre wykonał również bezpłatny koncert w Houston na cześć załogi promu. Innym utworem poświęconym załodze „Challengera” jest Flying for me („Wzleć dla mnie”) Johna Denvera, z płyty One World wydanej w czerwcu 1986. Trwa on 73 sekundy, czyli tyle, co ostatni lot promu.
W premierowym wydaniu komiksu Astro City z 1995, bohater przypominający Supermana, Samaritan, ujawnia się ratując prom kosmiczny od katastrofy i związanych z nią konsekwencji dla świata. W niektórych historiach o Supermanie wydanych po katastrofie, ukazane jest jak interweniuje w wypadkach związanych z pojazdami łudząco podobnymi do promu kosmicznego: The Man of Steel (1986), pilot serialu telewizyjnego Lois and Clark: The New Adventures of Superman (1993-1997), film kinowy Superman Returns (2006).